# Pyrolirion cutleri
Pyrolirion cutleri är en amaryllisväxtart som först beskrevs av Martín Cárdenas Hermosa, och fick sitt nu gällande namn av Pierfelice Ravenna. Pyrolirion cutleri ingår i släktet Pyrolirion och familjen amaryllisväxter.
Artens utbredningsområde är Bolivia. Inga underarter finns listade i Catalogue of Life.